# Gibostad
Gibostad är en tätort i Senja kommun i Troms fylke i norra Norge. Orten ligger vid fylkesväg 861, på östra delen av ön Senja.
Tidigare har orten tillhört dåvarande Lenviks kommun.